# Rikstermbanken
Rikstermbanken är Sveriges nationella termbank och innehåller termer och definitioner från flera olika ämnesområden. All information i Rikstermbanken rör fackspråk. Enligt Rikstermbankens egen beskrivning finner man där till största delen termer på svenska, men också termer på flera av Sveriges minoritetsspråk och på andra språk. Rikstermbanken finns på webben och är en kostnadsfri tjänst för alla; oavsett om man är journalist, översättare, handläggare vid en myndighet eller en vetgirig medborgare.

## Uppbyggnad
Rikstermbanken står inte själv för de definitioner och förklaringar som tillhandahålls. Termerna och definitionerna hämtas från ett stort antal källor (drygt 2 700 i augusti 2019), ofta fackordlistor, som sammanställts av specialister på olika myndigheter och organisationer. Det stora antalet källor beror på att många av termerna och definitionerna hämtats från rapporter och dokument från myndigheter. Alla leverantörer har tillfrågats om de vill medverka med sitt terminologiska material i Rikstermbanken. Rikstermbanken innehåller även termer och definitioner ur Svensk författningssamling och Statens offentliga utredningar (SOU) samt ur Fakta-PM om EU-förslag och Departementsserien.
Rikstermbanken bidrar till samordning av svensk terminologi: Söker man på en term som finns i någon av ordlistorna får man upp informationen i en enhetlig form, oavsett hur den såg ut i originalordlistan. En del termer finns i flera av ordlistorna; en sökning presenterar då alla dessa termer med tillhörande upplysningar.
Förutom definitioner, förklaringar, kommentarer och hänvisningar till andra närliggande termer, ges ofta också motsvarande termer på andra språk: nationella minoritetsspråk, eller större språk, som engelska, franska, tyska och spanska. I vissa fall ges också upplysningar om skillnader mellan rikssvenskt och finlandssvenskt språkbruk.

## Bakgrund
Rikstermbanken öppnades den 19 mars 2009 av Terminologicentrum TNC, som utvecklade och förvaltade Rikstermbanken. Terminologicentrum TNC var Sveriges nationella centrum för terminologi och fackspråk och fick 2006 i uppdrag att bygga en nationell termbank av regeringen. Då hade Terminologicentrum TNC sedan 2002 arbetat med att kartlägga befintliga nätbaserade terminologisamlingar på svenska. I samband med Terminologicentrum TNCs nedläggning vid årsskiftet 2018/2019 övertogs driften av Rikstermbanken av Språkrådet vid Isof (Institutet för språk och folkminnen).

## Upphovsrättsliga aspekter
Rikstermbanken ger ingen information om den upphovsrättsliga statusen för det material man tillhandahåller. Det är alltså oklart i vilken mån och på vilka villkor material från Rikstermbanken får kopieras eller på annat sätt återges.